# Li Ying
Li Ying, född den 7 januari 1993, är en kinesisk fotbollsspelare. Li Ying ingick i Kinas lag under VM i Kanada 2015 och VM i Frankrike 2019.
Hon var också med i Kinas trupp vid Olympiska sommarspelen 2016.